# Биокорозија
|  | Овај чланак је део дисеминационих активности уз подршку Фонда за науку Републике Србије, Програм ДИЈАСПОРА, #6464843, MeMEAS у сарадњи са Хемијским факултету Универзитета у Београду. Садржина ових текстова не изражава ставове Фонда за науку Републике Србије. Датум уноса: октобар—децембар 2023. Википедијанци: Ова група ученика ће писати чланке на подстраницама, где ће остати до краја периода уноса и оцењивања. Позовамо вас да помогнете ученицима и дате им смернице током израде. |

Биокорозија, односно микробиолошки изазвана корозија, представља врсту корозије изазвану присуством или активношћу микроорганизама у биофилмовима на површини кородирајућег материјала. Прва озбиљнија истраживања о биокорозију су спорведена средином 20. века. Биокорозија се најчешће дешава на металним подлогама као што су гвожђе или бакар, као и њиховим легурама, укључујући и нерђајући челик. Осим ових подлога, може се уочити и на полимерним и керамичким подлогама. Микиробиолошки изазвана корозија не подразумева постојање нових механизама корозије већ објашњава улогу микроорганизама у већ познатим механизмима. Микроогранизми убрзавају пропадање метала 2-3 пута у аеробним и скоро 100 пута у анаеробним условима у поређењу са класичном електрохемијском корозијом у истом медијуму.Процењено је да је око 20% укупне корозије на металним материјалима, као и око 50% корозије у цевоводу, узроковано микроорганизмима. Биокорозија има велики утицај на економију и индустрију.

## Микроорганизми који утичу на биокорозију
Микроорганизми обухватају бактерије, гљиве, алге и протисте. Све ове врсте микроорганизама имају одређен утицај на биокорозију. Гљиве које утичу на корозију су оне које нападају одређене врсте боја и полимера, као и „керозинске гљивице” које  луче органске киселине које утичу на појаву корозије у авионским резервоарима за гориво. Алге могу да живе засебно или у симбиози са одређеним врстама бактерија. Одређене алге могу да се везују за нерђајући челик, приликом чега је утврђено да је колонизација активнија и бржа на светлости у односу на мрак. Закључено је да процес фотосинтезе игра кључну улогу у појачавању корозије. Такође, бактерије и алге које живе у симбиози где алге образују елементрани слој, а бактеријски биофилмови доњи слој убрзавају корозију. Ипак, за микробиолошки изазвану корозију највећи значај имају бактерије од којих су најзначајније сулфато-редукујуће бактерије (СРБ). Осим њих, важним се сматрају и бактерије које оксидују нитрите, трансформишу метале, производе киселине и друге. 

### Сулфато-редукујуће бактерије (СРБ)
СРБ су високо специјализовани микроорганизми који припадају и бактеријама и архејама и могу користити сулфат као акцептор електрона у свом енергетском метаболизму (дисимилаторна редукција сулфата). Унутар бактеријских конзорцијума присутних на биофилмовима, сулфато-редукујуће бактерије сматрају се највише одговорним за корозију гвожђа у анаеробним срединама (нпр. цевоводи). Живе у срединама без кисеоника, где угљеник добијају из органских хранљивих материја, а енергију од редукције сулфатних јона у сулфид. Размножавају се и узрокују штету само ако могу да добију довољно сулфата, којих има у слаткој и морској води, као и у земљишту. Већина СРБ расте само у  pH опсегу 5-10 и температурном опсегу 5-45 °C и притиску до 500 atm. Такође постоје и одређене групе (термофили)  које имају способност раста на температурама до 70 °C и најчешће се сусрећу у води произведеној из резервоара вруће нафте.

## Механизми биокорозије
Детаљни механизми који објашњавају микробиолошки изазвану корозију нису у потпуности разјашњени, али се зна да микроорганизми могу да појачају процес корозије разарањем пасивног слоја и стимулисањем катодних и анодних реакција због производње корозивних једињења (киселине, нитрити, сулфиди, амонијак), потрошње заштитног слоја премаза, деградације пасивног слоја, производње једињења способних да везују металне јоне, као и формирања биофилма на површини метала.

### Аеробна биокорозија
Најпознатији облик корозије представља рђање гвожђа у присуству кисеоника. Том приликом долази до оксидације гвожђа и редукције кисеоника на површини метала (1):
Fe0 + ½О2 +H2O → Fe2+ + 2OH-                                                                                        (1)
Даљим реакцијама долази до стварања оксида и хидроксида гвожђа пошто се даље оксидује до јона Fe3+ и Fe(OH)3  (2)(3):
4Fe2+ + O2 + H2O → 4Fe3+ + 4OH-                                                                                     (2)
Fe3+ + 3OH-  →  Fe(OH)3                                                                                                     (3) 
Микробиолошки изазвана корозија (МИК) у срединама богатим кисеоником потиче од локализоване колонизације и микробне потрошње кисеоника на површини гвожђа, што може изазвати губитак масе на овим местима. Осим тога растварње заштитних наслага рђе може утицати на степен корозије. Суштински, степен биокорозије зависиће од својстава микроорганизама као и од услова околине у којој се налази.

### Анаеробна биокорозија
Сулфато-редукујуће бактерије (СРБ) представљају главне бактерије које су одговорне за микробиолошки изазвану корозију у анаеробним условима. Оне подстичу таложење гвожђе(II) сулфида (FeS) који потом доводи до редукције протона из воде у молекуларни водоник (H2), након чега због нерастворљивости гвожђа анодна оксидација која се дешава на површини ослобађа електроне изван ћелије. Постоје два механизма деловања сулфато-редукујућих бактерија на корозију гвожђа у анаеробним условима:
- индиректна катализа - хемијско-микробиолошки изазвана корозија (ХМИК)
- директна катализа - електронски-микробиолошки изазвана корозија (ЕМИК)

Приликом индиректне катализе долази до формирања биогеног сулфида, који убрзава корозију, као и до катодне деполаризације биогеном потрошњом водоника и разарањем нереактивног слоја водоника. У одсуству растворног кисеоника као акцептора електрона СРБ може да редукује сулфат у сулфитне јоне, који се онда редукује у водоник сулфид (H2S), а који даље реагује са металним гвожђем након ванћелијске дифузије. Биогени сулфид у почетку може да стимулише анодни део реакције корозије директном реакцијом са металним јоном или хемисорпцијом. Међутим, када је површина метала прекривена неорганским производима корозија као што је гвожђе сулфид катодне реакције постају примарне у оксидацији метала. Сви СРБ могу да утичу на корозију приликом излучивања H2S ако су присутни сулфат и одговарајући донори електрона. Специфични сојеви СРБ-а су у стању да троше електроне директно из гвожђа приликом директне катализе. Долази до формирања коре која је електро-проводљива и директан контакт између СРБ-а и метала није неопходан услов за корозију. Уместо тога електрони из кородирајућег гвожђа протичу кроз електропроводљиви слој до ћелија причвршћених за површину и редукују сулфат.

## Утицај биокорозије
Нека од главних оштећења за које је заслужна биокорозија су оштећења цевовода, кварови на системима за хлађење као и оштећења на водоводним системима. Процењује се да биокорозија узоркује 34% оштећења у нафтним компанијама. Корозија се сматра главним узроком хаварија на гасоводима и нафтоводима, при чему је више од 50% цевовода повезано са дејством биокорозије. Неки од примера су пуцање гасовода и пожар у близини Карлсбада у Новом Мексику 2000. године као и цурење гасовода на Аљасци 2006. године. Иако до појаве биокорозије не би требало да дође у системима за дистрибуцију воде због уклањања већине бактерија из воде за пиће у неколико студија примећено је да СРБ могу да колонизују дате системе и доведу до повећања корозије. Појава СРБ-а у води за пиће примећена је код цеви направљених од ливеног гвожђа. Да би се избегла корозија, челичне цеви су прекривене заштитним слојем цинка или легуре цинка, али је показано да чак и њих микроорганизми могу коородирати. Бакарне цеви такође могу да коородирају под утицајем микроорганизама чиме може да дође до ослобађања јона бакра у воду, што је чини небезбедном за конзумирање. Да би се спречила корозија најчешће се користе биоциди. Такође могу се користити и одређени заштитни премази, као и технике заштите катода.